# Huaidao (sockenhuvudort i Kina, Shanxi Sheng, lat 38,68, long 112,24)
Huaidao är en sockenhuvudort i Kina. Den ligger i provinsen Shanxi, i den norra delen av landet, omkring 94 kilometer norr om provinshuvudstaden Taiyuan. Antalet invånare är 5 042. Befolkningen består av 2 329 kvinnor och 2 713 män. Barn under 15 år utgör 18,0 %, vuxna 15-64 år 70 %, och äldre över 65 år 10,0 %.
Runt Huaidao är det ganska tätbefolkat, med 185 invånare per kvadratkilometer. Närmaste större samhälle är Dongzhai, 19,1 km nordväst om Huaidao. Trakten runt Huaidao består i huvudsak av gräsmarker.
Genomsnittlig årsnederbörd är 613 millimeter. Den regnigaste månaden är juli, med i genomsnitt 191 mm nederbörd, och den torraste är januari, med 2 mm nederbörd.